# Cyclophora quadrannulata
Cyclophora quadrannulata är en fjärilsart som beskrevs av Walker 1862. Cyclophora quadrannulata ingår i släktet Cyclophora och familjen mätare. Inga underarter finns listade i Catalogue of Life.